# Judi Brown
Judi Brown-King (eigentlich: Judith Lynne Brown, nach Ehe Brown-King; * 14. Juli 1961 in Milwaukee) ist eine ehemalige US-amerikanische Hürdenläuferin, deren Spezialstrecke die 400-Meter-Distanz war.
Bei den Panamerikanischen Spielen gewann sie 1983 in Caracas und 1987 in Indianapolis die Goldmedaille.
1984 errang sie bei den Olympischen Spielen in Los Angeles die Silbermedaille hinter der Marokkanerin Nawal El Moutawakel (Gold) und vor der Rumänin Cristieana Cojocaru (Bronze).  Bei den Leichtathletik-Weltmeisterschaften 1987 in Rom wurde sie Achte.
1987 wurde sie in den USA von der Zeitschrift Sports Illustrated gemeinsam mit einer Reihe anderer Athleten zum Sportler des Jahres gewählt, nachdem sich die Gruppe für eine wohltätige Initiative engagiert hatte.

## Persönliche Bestzeit
- 400 m: 51,88 s, 26. April 1987, Walnut
- 400 m Hürden: 54,23 s, 12. August 1987, Indianapolis